# 八日市場駅

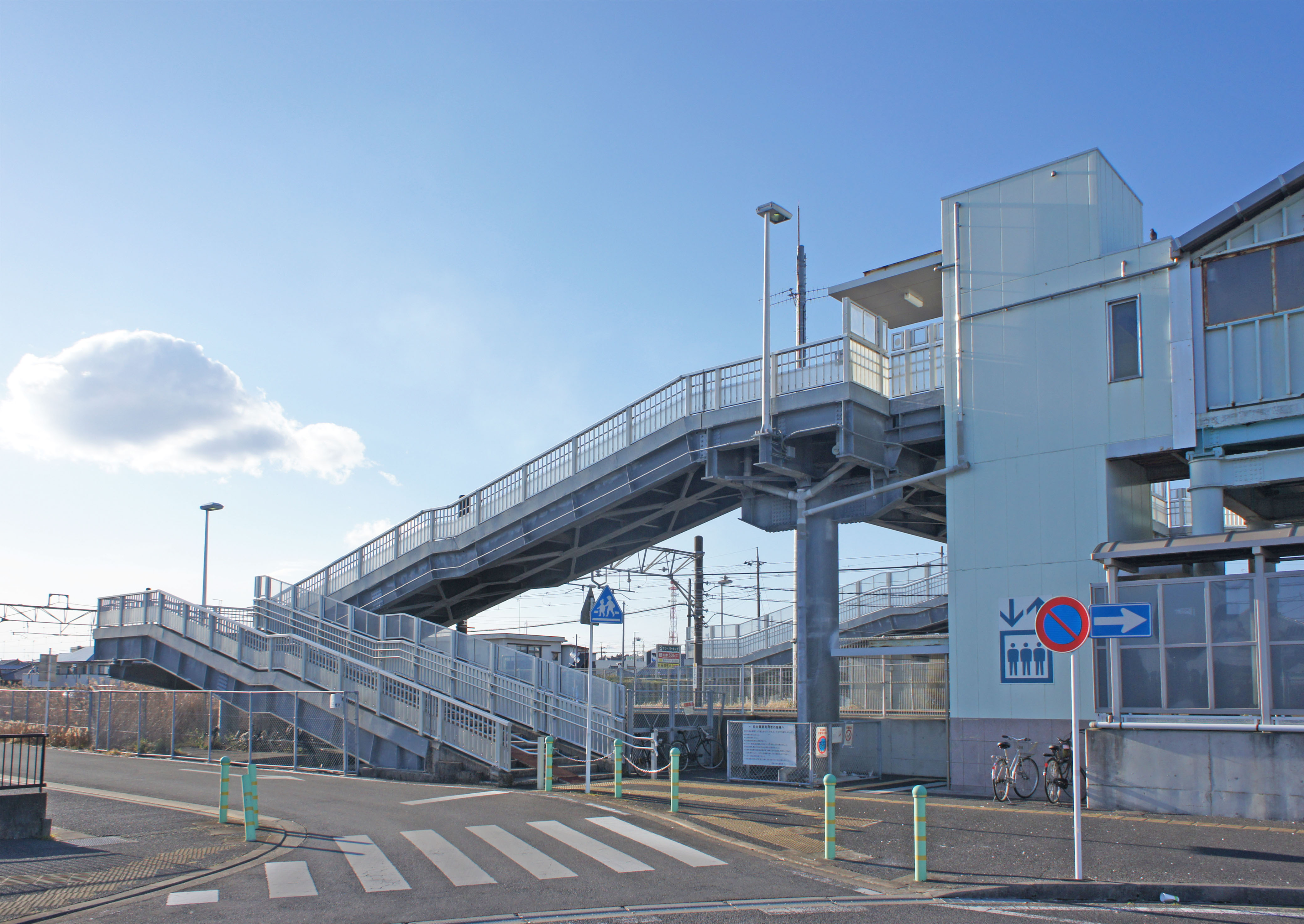
駅自由通路南口（2022年2月）

八日市場駅（ようかいちばえき）は、千葉県匝瑳市八日市場イにある、東日本旅客鉄道（JR東日本）総武本線の駅である。

## 歴史
総武本線の千葉 - 銚子間をかつて運行していた普通列車（113系）で、佐倉 - 松岸間で総武本線を経由する列車の行先表示に「八日市場回り」と表示されていた。同路線から撤退した211系3000番台、近年導入された209系2000/2100番台は単に「総武本線」表示のみである。

### 年表
- 1897年（明治30年）6月1日：総武鉄道の駅として開設[1]。
- 1907年（明治40年）9月1日：総武鉄道が買収され、帝国鉄道庁の駅となる[1]。
- 1926年（大正15年）12月5日：千葉県営鉄道（後に成田鉄道）多古線開業[1]。
- 1944年（昭和19年）1月11日：多古線が不要不急線として休止[1]（1946年廃止）。
- 1974年（昭和49年）10月1日：貨物取扱廃止[1]。
- 1987年（昭和62年）4月1日：国鉄分割民営化に伴い、東日本旅客鉄道（JR東日本）の駅となる[2]。
- 1989年（平成元年）：駅北口広場完成。
- 1995年（平成7年）3月1日：高速バス「東京 - 八日市場線」運行開始[3]。当駅（八日市場駅前停留所）にも乗入れるようになった[3]。
- 2006年（平成18年）4月1日：「みどりの窓口」が廃止され、「もしもし券売機Kaeruくん」を設置[4]。
- 2007年（平成19年）9月1日：南北自由通路開通[5]。
- 2008年（平成20年）7月30日：南口広場が完成。
- 2009年（平成21年）3月14日：ICカード「Suica」の利用が可能となる[6]。東京近郊区間に組み込まれる[6]。
- 2012年（平成24年）
  - 3月7日：「もしもし券売機Kaeruくん」稼働停止。
  - 3月8日：「指定席券売機」稼働開始。
  - 時期不明：業務委託駅化。

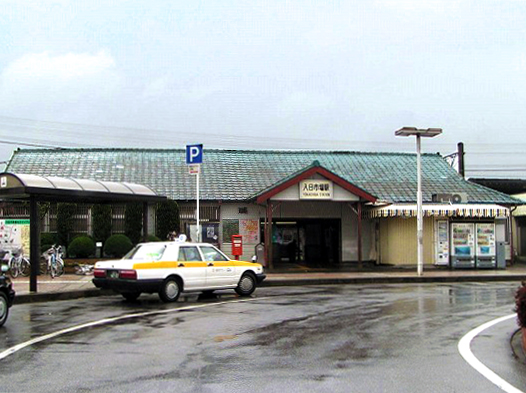
駅名看板更新前の駅舎（2006年3月）
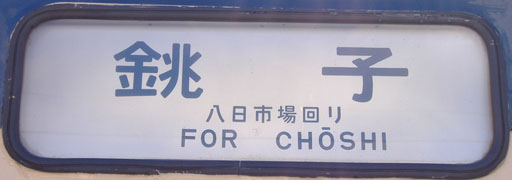
かつての総武本線経由銚子行の行先表示 ※「八日市場回り」と表記

## 駅構造
相対式ホーム2面2線を有する地上駅。互いのホームは跨線橋で連絡している。
2012年4月頃までは成東駅管理の直営駅であったが、同年4月頃より駅業務がJR千葉鉄道サービス（現在はJR東日本ステーションサービス）へ委託され、業務委託駅となった。成田統括センター管理。
簡易Suica改札機が設置されている。みどりの窓口は2006年（平成18年）4月1日に閉鎖され、新たに「もしもし券売機Kaeruくん」が設置された。しかし、「もしもし券売機Kaeruくん」も2012年（平成24年）3月7日限りで廃止され、翌3月8日の初電時刻からは指定席券売機が稼働した。
木造駅舎を備える。1990年代後半に駅舎のトイレが汲取り式から水洗式へと変わった。
駅舎・改札側（北口）と南口広場を結ぶ南北自由通路が2007年（平成19年）9月1日に完成した。また、匝瑳市により南口広場が整備されて2008年（平成20年）7月に、ロータリーと共に完成した。 以前から匝瑳市（当時は八日市場市）は、JR東日本に対して自動改札導入による南口改札設置を求めていた。しかし南口改札設置は実現せず、現在の駅舎・改札（北口）を一旦出て、跨線橋（南北自由通路）で南側に出るという方式となった。跨線橋と駅舎を繋ぐエレベーターと階段の中央に自転車が乗り降りするスロープが設置された。エレベーターは、改札内の跨線橋と改札外の南北自由通路を兼用する構内外共用型である。
改札口付近には精算所があるが、現在は使用されていない。

### のりば
この駅は駅舎側のホームが2番線であり、1番線は反対側のホームに当たる。
| 番線 | 路線      | 方向 | 行先                 |
| ---- | --------- | ---- | -------------------- |
| 1    | ■総武本線 | 上り | 成東・佐倉・千葉方面 |
| 2    | ■総武本線 | 下り | 旭・飯岡・銚子方面   |

（出典：JR東日本:駅構内図）
- ホームは11両編成までに対応する[1]。

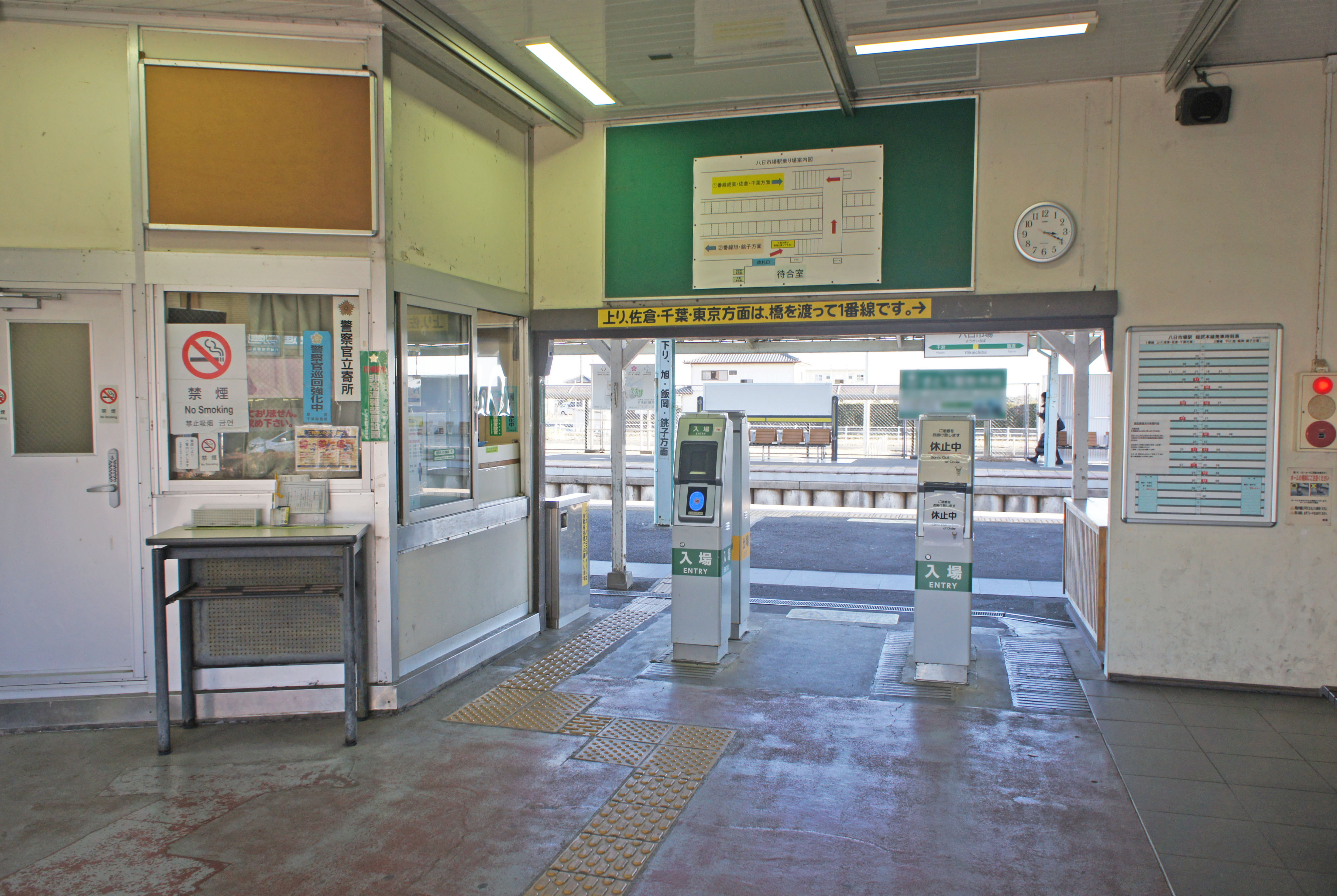
改札口（2022年2月）
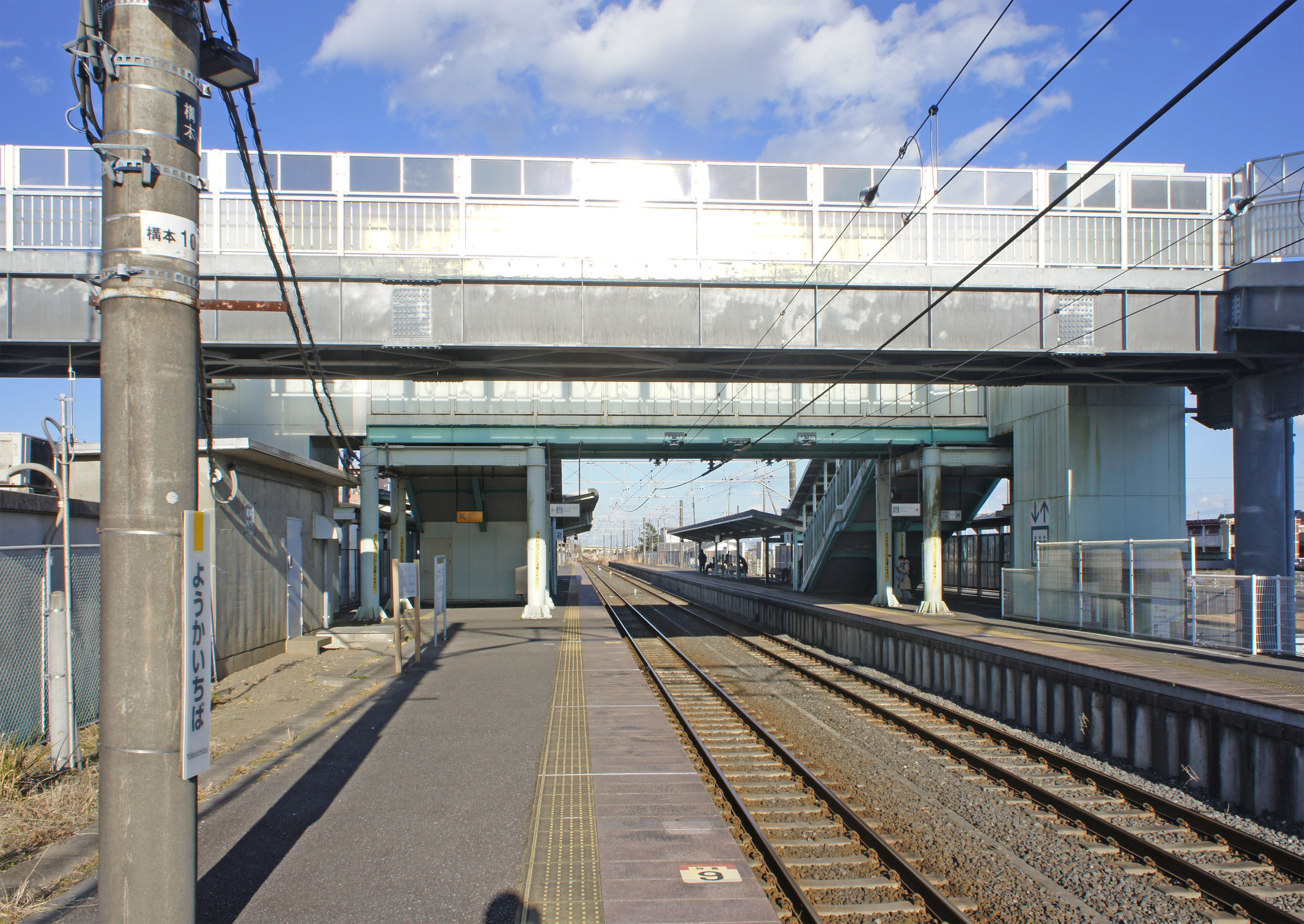
駅ホーム（2022年2月） ※ホーム跨線橋と南北自由通路が交差

## 利用状況
2023年（令和5年）度の1日平均乗車人員は1,469人である。
近年の1日平均乗車人員の推移は下記の通り。
| 年度               | 1日平均 乗車人員 | 出典     |
| ------------------ | ---------------- | -------- |
| 1990年（平成02年） | 2,835            | [ * 1 ]  |
| 1991年（平成03年） | 2,898            | [ * 2 ]  |
| 1992年（平成04年） | 2,949            | [ * 3 ]  |
| 1993年（平成05年） | 2,897            | [ * 4 ]  |
| 1994年（平成06年） | 2,856            | [ * 5 ]  |
| 1995年（平成07年） | 2,723            | [ * 6 ]  |
| 1996年（平成08年） | 2,687            | [ * 7 ]  |
| 1997年（平成09年） | 2,588            | [ * 8 ]  |
| 1998年（平成10年） | 2,484            | [ * 9 ]  |
| 1999年（平成11年） | 2,392            | [ * 10 ] |
| 2000年（平成12年） | 2,368            | [ * 11 ] |
| 2001年（平成13年） | 2,292            | [ * 12 ] |
| 2002年（平成14年） | 2,272            | [ * 13 ] |
| 2003年（平成15年） | 2,230            | [ * 14 ] |
| 2004年（平成16年） | 2,186            | [ * 15 ] |
| 2005年（平成17年） | 2,174            | [ * 16 ] |
| 2006年（平成18年） | 2,104            | [ * 17 ] |
| 2007年（平成19年） | 2,070            | [ * 18 ] |
| 2008年（平成20年） | 2,039            | [ * 19 ] |
| 2009年（平成21年） | 2,038            | [ * 20 ] |
| 2010年（平成22年） | 1,947            | [ * 21 ] |
| 2011年（平成23年） | 1,952            | [ * 22 ] |
| 2012年（平成24年） | 1,973            | [ * 23 ] |
| 2013年（平成25年） | 2,009            | [ * 24 ] |
| 2014年（平成26年） | 1,976            | [ * 25 ] |
| 2015年（平成27年） | 1,958            | [ * 26 ] |
| 2016年（平成28年） | 1,957            | [ * 27 ] |
| 2017年（平成29年） | 1,861            | [ * 28 ] |
| 2018年（平成30年） | 1,834            | [ * 29 ] |
| 2019年（令和元年） | 1,762            | [ * 30 ] |
| 2020年（令和02年） | 1,269            |          |
| 2021年（令和03年） | 1,399            |          |
| 2022年（令和04年） | 1,435            |          |
| 2023年（令和05年） | 1,469            |          |

## 駅周辺

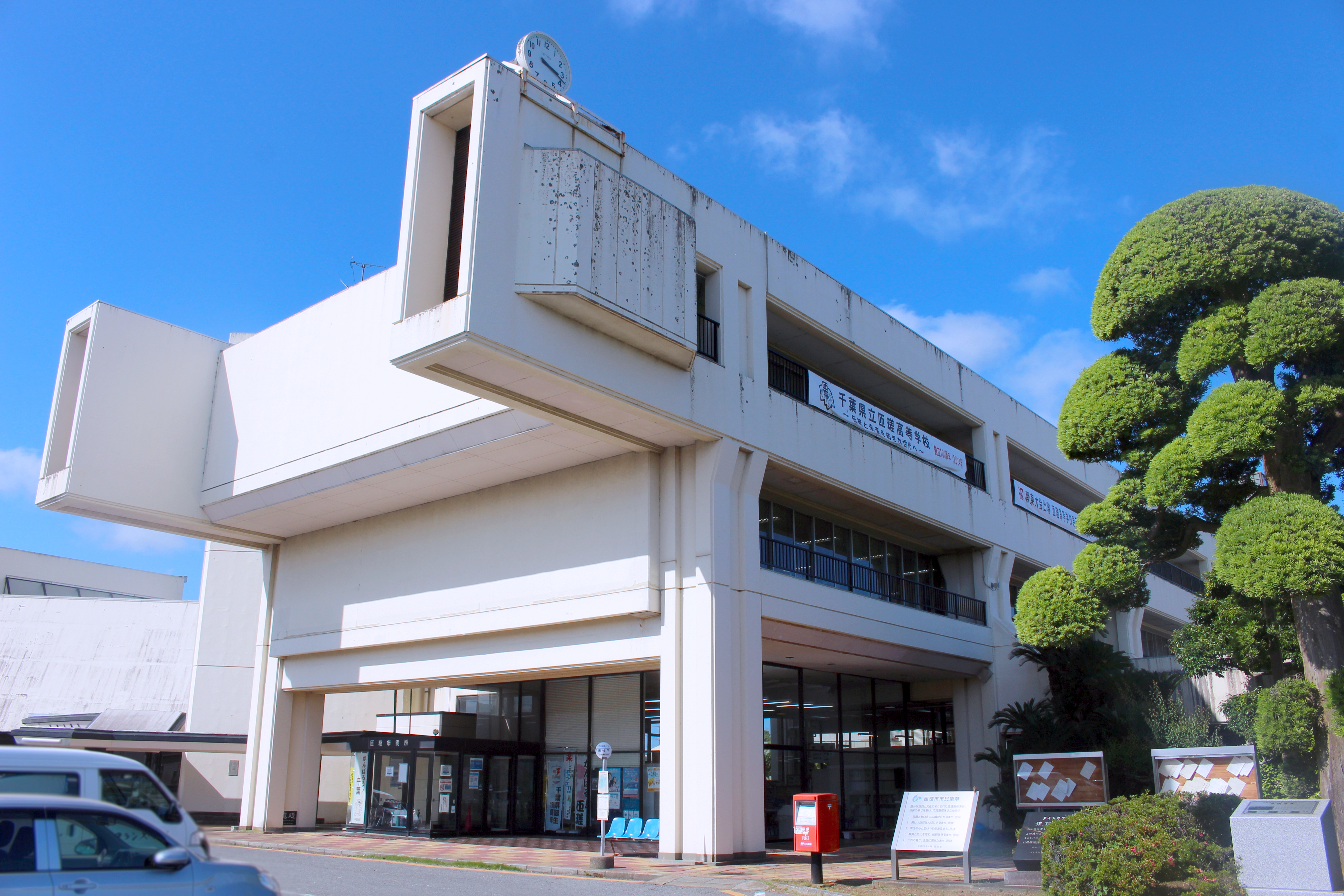
匝瑳市役所

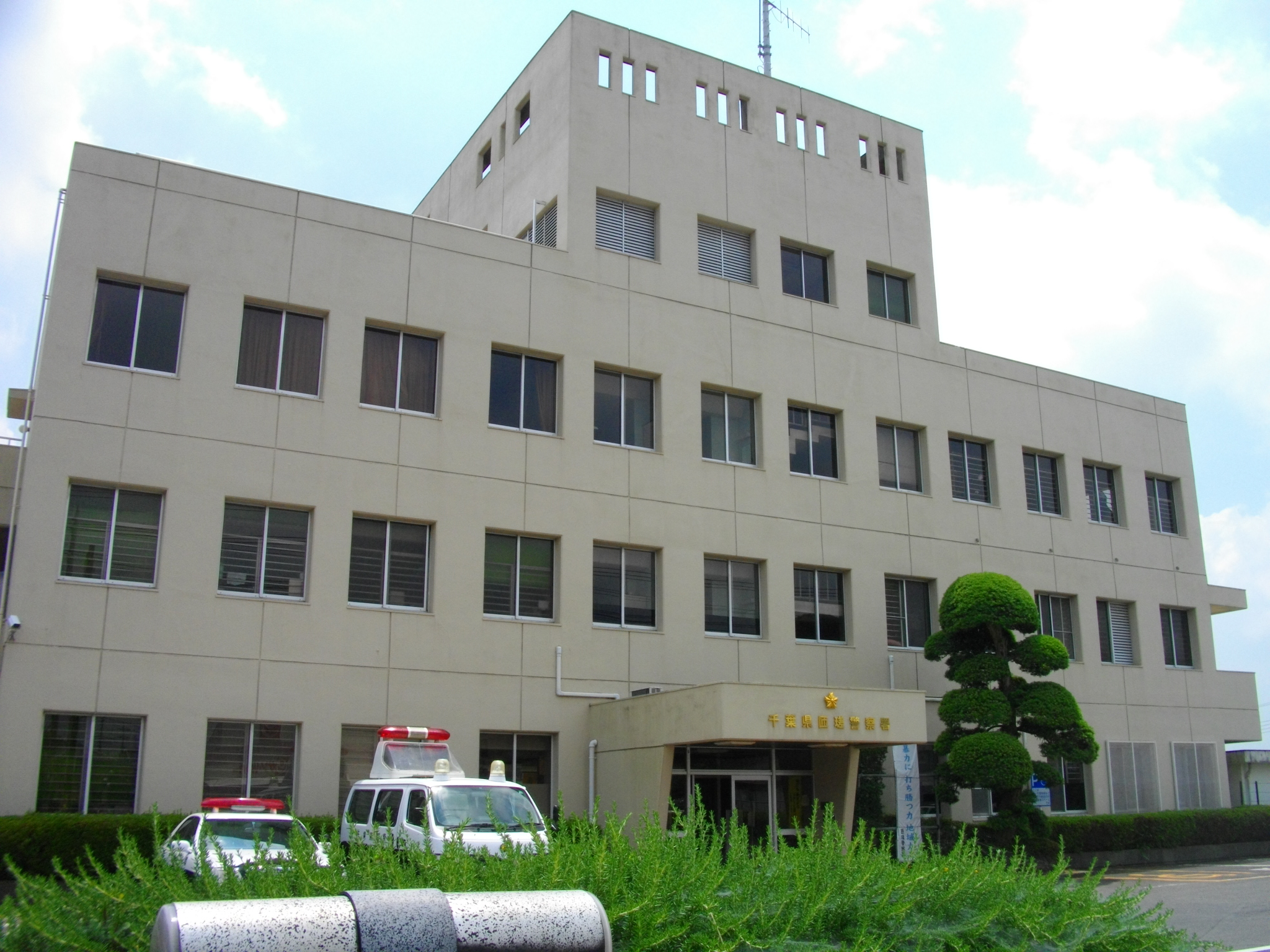
匝瑳警察署

匝瑳市中心市街地に位置し、駅周辺の本町通りは古くからの商店街となっており中小商店などが並ぶ。国道126号沿いには大型ショッピングセンターや商業施設、飲食店（チェーンストア）などが林立する。
- 国道126号 - 千葉県道212号八日市場停車場線を北へ約100メートル、八日市場駅前交差点
- 千葉県道16号佐原八日市場線
- 千葉県道212号八日市場停車場線
- 匝瑳市役所（旧・八日市場市役所）
- 匝瑳市立八日市場図書館
- 匝瑳市立八日市場公民館
- 匝瑳市商工会
- 匝瑳市保健センター
- 匝瑳市立八日市場児童クラブ
- 千葉県匝瑳警察署
- 千葉地方裁判所八日市場支部・千葉家庭裁判所八日市場支部、八日市場簡易裁判所
- 千葉地方検察庁八日市場支部、八日市場区検察庁、銚子区検察庁

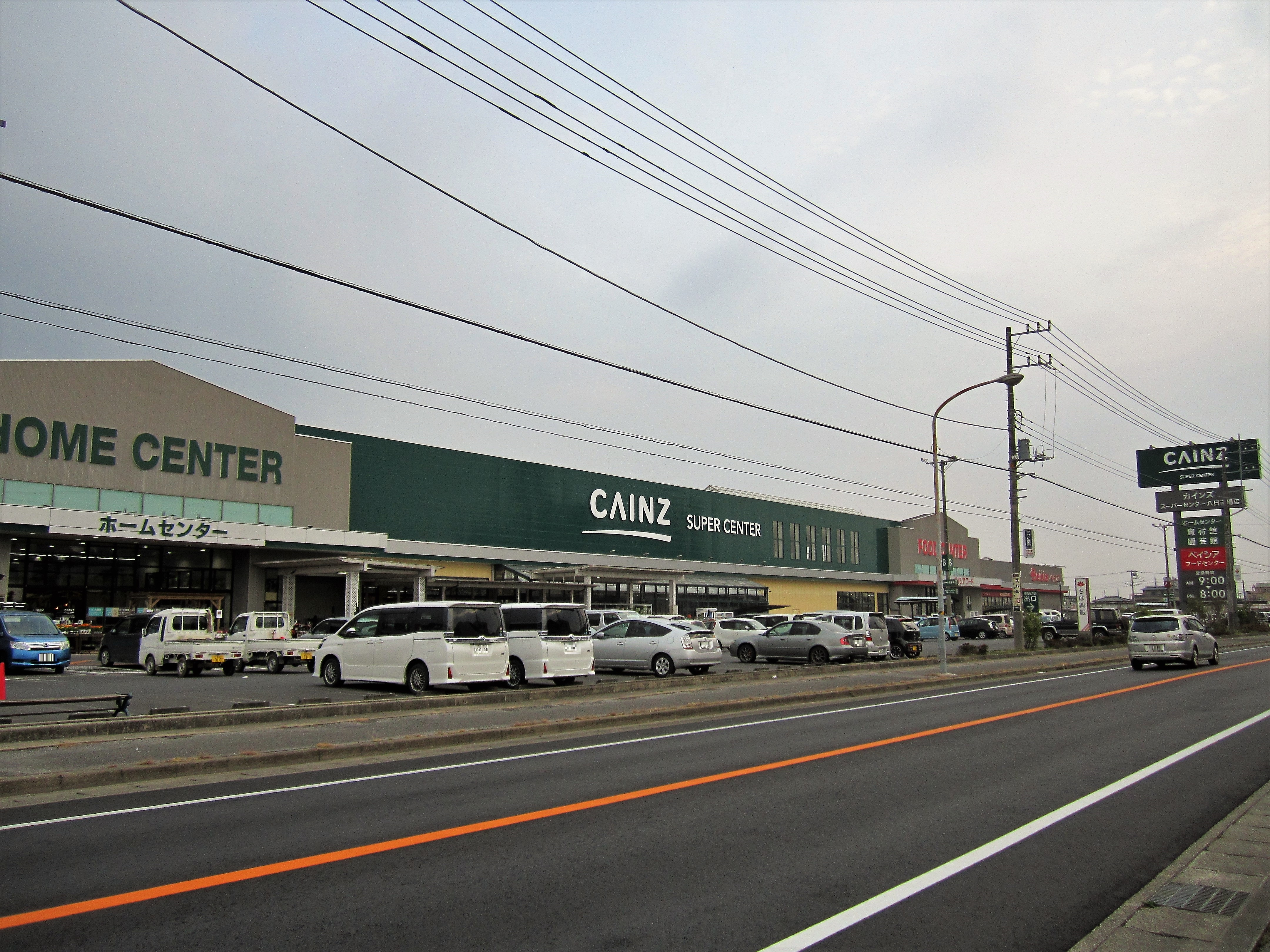
国道126号沿いの商業施設

- 八日市場拘置支所
- 千葉県立匝瑳高等学校
- 敬愛大学八日市場高等学校
- 八日市場郵便局
- 千葉銀行八日市場支店
- 千葉興業銀行八日市場支店
- 銚子信用金庫八日市場支店
- 老尾神社
- 熊野神社
- 長徳寺
- 八日市場城跡
- 天神山公園

主な商業施設
- そうさ観光物産センター匝りの里
- ベイシアフードセンター八日市場店
- カインズスーパーセンター八日市場店
- ショッピングセンターチャオ
  - 業務スーパー
- フードマーケットカスミ匝瑳店
- ケーヨーデイツー八日市場店
- ケーズデンキ匝瑳店

## バス路線

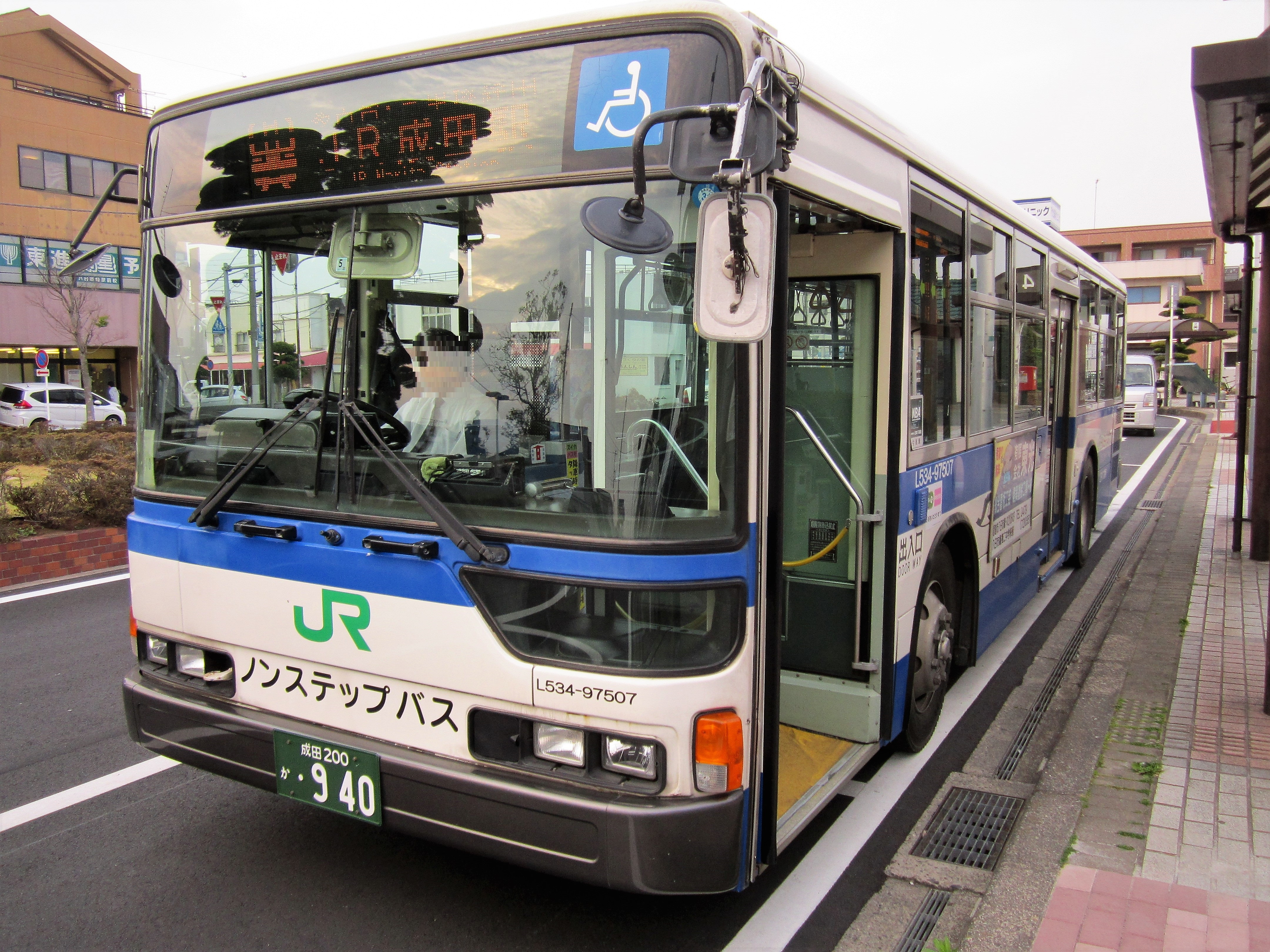
ジェイアールバス関東

「八日市場駅」停留所が設置されており、JRバス関東東関東支店・匝瑳市内循環バス・京成バス千葉イーストが運行する路線が発着する。
- JRバス関東
  - 多古本線：JR成田駅 / 多古台バスターミナル
- 匝瑳市内循環バス
- 京成バス・京成バス千葉イースト
  - 高速バス：バスターミナル東京八重洲

## 隣の駅
※特急「しおさい」の隣の停車駅は列車記事を参照のこと。
東日本旅客鉄道（JR東日本）
■総武本線
飯倉駅 - 八日市場駅 - 干潟駅

#### 利用状況に関する資料
1. ↑  千葉県統計年鑑 - 千葉県
2. ↑  統計そうさ - 匝瑳市

JR東日本の2000年度以降の乗車人員
1. 1 2 3  各駅の乗車人員（2023年度） - JR東日本
2. ↑  各駅の乗車人員（2000年度） - JR東日本
3. ↑  各駅の乗車人員（2001年度） - JR東日本
4. ↑  各駅の乗車人員（2002年度） - JR東日本
5. ↑  各駅の乗車人員（2003年度） - JR東日本
6. ↑  各駅の乗車人員（2004年度） - JR東日本
7. ↑  各駅の乗車人員（2005年度） - JR東日本
8. ↑  各駅の乗車人員（2006年度） - JR東日本
9. ↑  各駅の乗車人員（2007年度） - JR東日本
10. ↑  各駅の乗車人員（2008年度） - JR東日本
11. ↑  各駅の乗車人員（2009年度） - JR東日本
12. ↑  各駅の乗車人員（2010年度） - JR東日本
13. ↑  各駅の乗車人員（2011年度） - JR東日本
14. ↑  各駅の乗車人員（2012年度） - JR東日本
15. ↑  各駅の乗車人員（2013年度） - JR東日本
16. ↑  各駅の乗車人員（2014年度） - JR東日本
17. ↑  各駅の乗車人員（2015年度） - JR東日本
18. ↑  各駅の乗車人員（2016年度） - JR東日本
19. ↑  各駅の乗車人員（2017年度） - JR東日本
20. ↑  各駅の乗車人員（2018年度） - JR東日本
21. ↑  各駅の乗車人員（2019年度） - JR東日本
22. ↑  各駅の乗車人員（2020年度） - JR東日本
23. ↑  各駅の乗車人員（2021年度） - JR東日本
24. ↑  各駅の乗車人員（2022年度） - JR東日本

千葉県統計年鑑
1. ↑  千葉県統計年鑑（平成3年）
2. ↑  千葉県統計年鑑（平成4年）
3. ↑  千葉県統計年鑑（平成5年）
4. ↑  千葉県統計年鑑（平成6年）
5. ↑  千葉県統計年鑑（平成7年）
6. ↑  千葉県統計年鑑（平成8年）
7. ↑  千葉県統計年鑑（平成9年）
8. ↑  千葉県統計年鑑（平成10年）
9. ↑  千葉県統計年鑑（平成11年）
10. ↑  千葉県統計年鑑（平成12年）
11. ↑  千葉県統計年鑑（平成13年）
12. ↑  千葉県統計年鑑（平成14年）
13. ↑  千葉県統計年鑑（平成15年）
14. ↑  千葉県統計年鑑（平成16年）
15. ↑  千葉県統計年鑑（平成17年）
16. ↑  千葉県統計年鑑（平成18年）
17. ↑  千葉県統計年鑑（平成19年）
18. ↑  千葉県統計年鑑（平成20年）
19. ↑  千葉県統計年鑑（平成21年）
20. ↑  千葉県統計年鑑（平成22年）
21. ↑  千葉県統計年鑑（平成23年）
22. ↑  千葉県統計年鑑（平成24年）
23. ↑  千葉県統計年鑑（平成25年）
24. ↑  千葉県統計年鑑（平成26年）
25. ↑  千葉県統計年鑑（平成27年）
26. ↑  千葉県統計年鑑（平成28年）
27. ↑  千葉県統計年鑑（平成29年）
28. ↑  千葉県統計年鑑（平成30年）
29. ↑  千葉県統計年鑑（令和元年）
30. ↑  千葉県統計年鑑（令和2年）